# Organy Wielisławskie
Organy Wielisławskie (niem. Willenberg lub Grosse Orgel) – odsłonięcie porfirów (ryolitów) na zboczu góry Wielisławka (375 m n.p.m.) w pobliżu wsi Sędziszowa niedaleko Świerzawy na Pogórzu Kaczawskim. Pod względem budowy geologicznej znajduje się w niecce północnosudeckiej, a właściwie jej południowo-wschodnim przedłużeniu – rowie Świerzawy.
Ryolity przybrały tu unikatową dla skał kwaśnych strukturę słupową. Słupy są zazwyczaj cztero- lub pięciokątne, o średnicy 20–30 cm. Powstały one w trakcie stygnięcia magmy (lawy) w kominie wulkanicznym w dolnym permie (czerwonym spągowcu). Jest to forma ciosu termicznego w postaci ciosu słupowego.
W XIX w. znajdował się tu kamieniołom, obecnie Organy Wielisławskie stanowią pomnik przyrody nieożywionej.
Półki skalne porośnięte są między innymi przez wrzos zwyczajny, pięciornik pagórkowy, gwiazdnicę wielkokwiatową, dzwonek okrągłolistny, rozchodnik wielki i rozchodnik ostry.